# Titouan Castryck
 (août 2024).
Titouan Castryck, né le 28 août 2004 à Saint-Malo (Ille-et-Vilaine), est un kayakiste français. Le 1er août 2024, il remporte sur le bassin de Vaires-sur-Marne, la médaille d'argent en Kayak Slalom, lors des Jeux Olympiques de Paris. Dans la continuité de cette médaille, il est fait Chevalier de l'Ordre national du Mérite, le 14 septembre 2024.

## Biographie
Titouan Castryck nait le 28 août 2004 à Saint-Malo, en Bretagne, et grandit à Cesson-Sévigné. Sa mère, Anne Boixel, a été kayakiste, participant aux Jeux olympiques d'été de 1992 à Barcelone et de ceux de 1996 à Atlanta, et son père, Frédéric Castryck, est conseiller technique régional en Bretagne en kayak. Dans sa jeunesse, après avoir tenté le handball et plusieurs autres disciplines sportives, Titouan Castryck commence le kayak en loisir, avec ses amis, puis poursuivra en compétition à l'âge de 12 ans,.
Titouan Castryck est médaillé de bronze en K1 par équipes aux Championnats du monde de slalom 2022 à Augsbourg ainsi qu'aux Championnats d'Europe de slalom de canoë-kayak 2023, qui font partie des Jeux européens de 2023 à Cracovie. À l'âge de 19 ans, il est considéré comme un prodige de son sport : vainqueur de sa première étape de Coupe du monde en kayak slalom à Vaires-sur-Marne le 7 octobre 2023, il obtient officiellement quelques jours plus tard sa qualification pour les Jeux olympiques de Paris 2024,.
En mai 2024, il remporte la médaille de bronze aux championnats d'Europe de slalom de canoë-kayak par équipe.
Lors des Jeux olympiques d'été de 2024, il remporte à seulement 19 ans la médaille d'argent en kayak slalom, en étant seulement devancé par l'Italien Giovanni de Gennaro. En Kayak Cross, il est disqualifié en quart de finale des Jeux Olympiques, alors qu'il avait dominé sa manche.
Le 14 septembre 2024, devant l'Arc de Triomphe, il est fait Chevalier de l'Ordre national du Mérite. Une distinction qu'il reçoit des mains de Tony Estanguet. 

## Palmarès

### Jeux olympiques
- 2024 à Paris, France
  -  Vice-champion olympique en K1 slalom

### Championnats du Monde de slalom
- 2022 à Augsbourg, Allemagne
  -  Médaille de bronze en K1 par équipe
- 2023 à Londres, Royaume-Uni
  -  Médaille d'argent en K1 par équipe

### Coupe du Monde de slalom
- 2024 à Vaires-sur-Marne, France
  -  Médaille d'or en K1 slalom

### Championnats d'Europe de slalom
- 2025 à Vaires-sur-Marne, France
  -  Médaille d’argent en K1 slalom
  -  Médaille d’argent en K1 par équipes

- 2024 à Ljubljana, Slovénie
  -  Médaille de bronze en K1 par équipes

## Décorations
- Chevalier de l'ordre national du Mérite (2024)[11]